# Evdokia Kadi
Evdokia Kadi (in greco Ευδοκία Καδή; Nicosia, 1981) è una cantante cipriota.
Ha partecipato all'Eurovision Song Contest 2008 come rappresentante di Cipro presentando il brano Femme Fatale.